# Lovelace Medal
De Lovelace Medal (de Lovelace Medaille) is een medaille van de British Computer Society voor het eerst uitgedeeld in 1998 aan personen die vorderingen gemaakt hebben op het gebied van IT, of significant bij hebben gedragen aan het begrip van IT.
De medaille is vernoemd naar Ada Lovelace, die correspondeerde met computerpionier Charles Babbage en vaak wereld's eerste computerprogrammeur genoemd wordt.
De medaille wordt in principe elk jaar uitgereikt aan een of meerdere personen, maar er kan ook een jaar overgeslagen worden.

## Winnaars
- 2024: Sue Sentance, Philippa Gardner en Aggelos Kiayias
- 2023: Tom Crick, Demis Hassabis en Jane Hillston
- 2020: Ian Horrocks, Nicholas Jennings en Michael Wooldridge
- 2019: Marta Kwiatkowska
- 2018: Gordon Plotkin
- 2017: Georg Gottlob
- 2016: Andrew Blake
- 2015: Ross Anderson
- 2014: Steve Furber
- 2013: Samson Abramsky
- 2012: Grady Booch
- 2011: Hermann Hauser
- 2010: John C. Reynolds
- 2009: Yorick Wilks
- 2008: Tony Storey
- 2007: Karen Spärck Jones
- 2006: Tim Berners-Lee
- 2005: Nick McKeown
- 2004: John Warnock van Adobe Systems
- 2002: Ian Foster en Carl Kesselman, voor hun pionierswerk in Grid technology.
- 2001: Douglas C. Engelbart
- 2000: Linus Torvalds, voor het maken van de Linux kernel
- 1998: Michael A. Jackson en Chris Burton